# Festichoc
 (mars 2016).
Si vous disposez d'ouvrages ou d'articles de référence ou si vous connaissez des sites web de qualité traitant du thème abordé ici, merci de compléter l'article en donnant les références utiles à sa vérifiabilité et en les liant à la section « Notes et références ».
Festichoc est un festival du chocolat organisé chaque année à Versoix depuis 2005.
Il rassemble plusieurs chocolatiers aussi bien de Suisse que de l'étranger (près d'une trentaine en tout ces dernières années). Près de 30 000 personnes visitent ce festival à chaque édition.
C'est en 2015 que le nom Festichoc a été adopté officiellement pour ce festival.
Depuis ces deux dernières années  le Festichoc accueille 50 000 visiteurs sur une surface de 2 000 m2 .

## Éditions
| Édition | Date                | Nombre d'exposants | Nombre de visiteurs |
| ------- | ------------------- | ------------------ | ------------------- |
| 1       | 12 mars 2005        | 7                  | 8 000               |
| 2       | 3 avril 2006        |                    | 15 000              |
| 3       | 17 mars 2007        |                    | 15 000              |
| 4       | 8 mars 2008         |                    | 19 000              |
| 5       | 28 mars 2009        | 28                 | 20 000              |
| 6       | 20 mars 2010        |                    | 20 000              |
| 7       | 2 avril 2011        |                    | 24 000              |
| 8       | 24 et 25 mars 2012  |                    | 30 000              |
| 9       | 16 et 17 mars 2013  | 27                 | 30 000              |
| 10      | 4 et 5 avril 2014   | 26                 |                     |
| 11      | 21 et 22 mars 2015  | 28                 | 27 000              |
| 12      | 12 et 13 mars 2016  | 25                 | 40 000              |
| 13      | 1er et 2 avril 2017 | 33                 | 50 000              |
| 14      | 17 et 18 mars 2018  | 32                 | 50 000              |
| 15      | 06 et 07 avril 2019 |                    |                     |